# George Grennell
George Grennell Jr. (* 25. Dezember 1786 in Greenfield, Franklin County, Massachusetts; † 19. November 1877 ebenda) war ein US-amerikanischer Politiker. Zwischen 1829 und 1839 vertrat er den Bundesstaat Massachusetts im US-Repräsentantenhaus.

## Werdegang
George Grennell besuchte die Deerfield Academy und danach bis 1808 das Dartmouth College in Hanover (New Hampshire). Nach einem anschließenden Jurastudium und seiner 1811 erfolgten Zulassung als Rechtsanwalt begann er als Jurist zu arbeiten. Zwischen 1820 und 1828 war er Bezirksstaatsanwalt im Franklin County. In den 1820er Jahren schloss er sich der Bewegung gegen den späteren Präsidenten Andrew Jackson an und wurde Mitglied der kurzlebigen National Republican Party sowie später der Whig Party. In den Jahren 1825 bis 1827 gehörte er dem Senat von Massachusetts an.
Bei den Kongresswahlen des Jahres 1828 wurde Grennell als Nationalrepublikaner im siebten Wahlbezirk von Massachusetts in das US-Repräsentantenhaus in Washington, D.C. gewählt, wo er am 4. März 1829 die Nachfolge von Samuel Clesson Allen antrat. Nach vier Wiederwahlen konnte er bis zum 3. März 1839 fünf Legislaturperioden im Kongress absolvieren. Seit 1833 vertrat er dort als Nachfolger von Joseph G. Kendall den sechsten Distrikt seines Staates. Seit dem Amtsantritt von Präsident Jackson im Jahr 1829 wurde innerhalb und außerhalb des Kongresses heftig über dessen Politik diskutiert. Dabei ging es um die umstrittene Durchsetzung des Indian Removal Acts, den Konflikt mit dem Staat South Carolina, der in der Nullifikationskrise gipfelte, und die Bankenpolitik des Präsidenten. Im Jahr 1838 verzichtete Grennell auf eine erneute Kandidatur.
Zwischen 1838 und 1859 war George Grennell Kurator des Amherst College. Von 1849 bis 1853 amtierte er als Nachlassrichter und zwischen 1853 und 1865 war er als Clerk Verwaltungsangestellter am Bezirksgericht im Franklin County. Er stieg auch in das Eisenbahngeschäft ein und wurde erster Präsident der Eisenbahngesellschaft Troy and Greenfield Railroad. Er starb am 19. November 1877 in seinem Heimatort Greenfield.